# Кумсай (Мартуцький район)
Кумса́й (каз. Құмсай) — село у складі Мартуцького району Актюбінської області Казахстану. Входить до складу Мартуцького сільського округу.
Населення — 201 особа (2021; 164 у 2009, 187 у 1999, 144 у 1989).